# 許應逵
許應逵（1536年—1601年），字伯漸，號鴻川。浙江嘉興府嘉興縣人，民籍，明朝政治人物，官至山西按察使。

## 生平
嘉靖四十年（1561年）浙江鄉試第六十六名。隆慶二年（1568年）戊辰科會試第三十四名，登第二甲第二十二名進士。知山东东平州，因郡守蜚语，调辽州。不久升刑部山西司员外郎，改工部虞衡司，典铸宝源局钱，又出司榷于淮之清江厂，迁都水司郎中。因筑堤抗灾有功，萬曆十三年（1585年）擢太仆寺少卿添注，出爲山西井陉兵备副使，十六年三月改湖广副使，專管蘇松四府水利，督苏州水利，創建瓜洲屯船坞，十一月由侍郎王世貞疏請，兼督府糧儲，加湖廣參政兼僉事。養病归。
二十二年二月起補河南按察使、徐州兵备，丁母憂歸。二十六年五月復除山西按察使、昌平兵备道。二十九年卒于官，享年六十六。

## 家族
曾祖父許節，號半山，壽官；祖父許梧，號東岡，揚州訓導；父許燦，號少山；母聞人氏；繼母張氏。慈侍下。弟許應達（生員）。伯父許爚，嘉靖庚戌進士，府同知。